# Frigyes Riesz
Frigyes Riesz (ungerska: Riesz Frigyes, uttalad [ˈris ́friľ], ibland stavad som Frederic), född 22 januari 1880 i Győr, Österrike-Ungern, död 28 februari 1956  i Budapest, Ungern, var en ungersk matematiker verksam vid Szegeds universitet. Riesz gav många grundläggande bidrag till funktionalanalysen, exempelvis Riesz representationssats. Han var bror till Marcel Riesz.

## Biografi och karriär
Riesz kom från en judisk familj och var mellan 1911 och professor vid Franz Joseph University i Kolozsvár, Österrike-Ungern. Trianonfördraget efter första världskriget överförde tidigare österrikisk-ungerskt territorium, inklusive Kolozsvár till Kungariket Rumänien, varefter Kolozsvárs namn ändrades till Cluj och universitetet i Kolozsvár flyttade till Szeged i Ungern och blev universitetet i Szeged. Därefter var Riesz rektor och professor vid universitetet i Szeged, samt ledamot av den ungerska vetenskapsakademin och den polska akademin för lärande. 
Riesz gjorde en del av det grundläggande arbetet med att utveckla funktionell analys och hans arbete har haft ett antal viktiga tillämpningar inom fysik. Han etablerade spektralteorin för avgränsade symmetriska operatorer i en form som liknar den som nu betraktas som standard. Han gav också många bidrag till andra områden som ergodisk teori, topologi och han gav ett elementärt bevis på den ergodiska medelvärdessatsen.
Riesz grundade tidskriften Acta Scientiarum Mathematicarum tillsammans med Alfréd Haar.
Han hade en ovanlig metod att föreläsa: han kom in i föreläsningssalen med en assistent och en docent. Docenten började sedan läsa de utvalda avsnitten från Riesz handbok och assistenten skrev anslutande ekvationer på svarta tavlan - medan Riesz själv stod vid sidan och nickade ibland.
Den schweizisk-amerikanske matematikern Edgar Lorch tillbringade 1934 i Szeged och arbetade under Riesz och skrev en reminiscens om sin tid där, inklusive hans samarbete med Riesz.
Korpusen i hans bibliografi sammanställdes av matematikern Pál Medgyessy.